# Manon Roland (téléfilm)
Pour le personnage historique, voir Manon Roland.
Pour plus de détails, voir Fiche technique et Distribution.
Manon Roland est un téléfilm français réalisé par Édouard Molinaro, diffusé pour la première fois en 1989.

## Synopsis
La vie de Manon Roland.

## Fiche technique
- Titre : Manon Roland
- Réalisation : Édouard Molinaro
- Scénario : Christine Miller et Édouard Molinaro
- Musique : Georges Garvarentz
- Photographie : Michael Epp
- Montage : Nicole Gauduchon
- Production : Christine Gouze-Rénal
- Société de production : Progéfi, TF1 et Taurus Film
- Pays :  France,  Belgique et  Canada
- Genre : Biopic et historique
- Durée : 98 minutes
- Première diffusion : 
  -  France : 1989

## Distribution
- Sabine Haudepin : Manon Roland
- Jacques Perrin : Jean-Marie Roland de La Platière
- Christine Citti : Sophie
- Niels Arestrup : Danton
- Francis Lax : Phlipon
- Pierre Clémenti : Marat
- François Marthouret : Buzot
- Jacques Spiesser : Claude
- Annick Roux : Mignonne
- Claude Winter : La mère de Manon
- Jean-Claude de Goros : Pétion
- Pierre Vielhescaze : le géôlier
- Jean-Michel Portal : François
- Vanessa Capuano : Manon enfant
- Monique Mélinand : la grand-mère Phlipon
- Maaike Jansen : Mme. du Bois Morel
- Pierre Lafont : l'abbé Langlois
- Maurice Vaudaux : Brissot
- Sergio Nicolai : Lanthenas
- Götz Burger : Bosc
- Philippe Laudenbach : Vergniaud
- Didier Sandre : Robespierre
- Jean-Roger Milo : Roederer

## Accueil
Le film reçoit trois 7 dans Télé 7 jours